# 忐忑 (電影)
《忐忑》（英語：As Above, So Below）是一部2014年美國恐怖片，由約翰·艾瑞克·道鐸執導並與弟弟德魯合作編劇。電影主要以拾得錄像的方式拍攝。由波迪塔·韋克絲、班·費德曼、艾德恩·霍吉、法蘭索瓦·西維爾、瑪麗安·蘭柏特和安里·馬海爾主演。
《忐忑》於2014年8月29日在美國上映。電影為傳奇影業製作，環球影業負責發行，而這也是傳奇與環球合作的首部電影。

## 劇情
兩位考古學家與數名年輕人前往巴黎地下墓穴中尋找失落的寶藏，竟引發一連串駭人事件...。

## 演員
- 波迪塔·韋克絲（英语：Perdita Weeks） 飾 史嘉蕾·馬洛（Scarlett Marlowe）
- 班·費德曼（英语：Ben Feldman (actor)） 飾 喬治（George）
- 艾德恩·霍吉 飾 班吉（Benji）
- 法蘭索瓦·西維爾（英语：François Civil） 飾 巴比倫／巴比（Papillon "Pap"）
- 瑪麗安·蘭柏特 飾 蘇克西（Souxie）
- 安里·馬海爾（英语：Ali Marhyar） 飾 贊德（Zed）

## 製作
在從法國當局許可後，劇組得以進入巴黎地下墓穴拍攝。過程中鮮少使用道具，演員們不得不利用環境周圍來發揮。

## 行銷和發布
本電影的第一部預告片於2014年4月24日發布。YouTuberPewDiePie與他的妻子馬爾齊亞·謝爾貝里透過《忐忑》製作團隊的邀請前往地下墓穴的探索之旅來宣傳這部電影，在那裡他們將感受到各種恐懼。
《忐忑》於2014年12月2日發行DVD和藍光光碟。

## 評價

### 反響
在爛番茄上，基於80條評論，本片的支持率為28%，平均評分為4.70/10。網站的評論一致寫道：「在一個有趣的設定中，可能會擺脫現有鏡頭的過度殺傷之後，《忐忑》會陷入陳詞濫調的平庸。」在Metacritic上，根據24位影評人的評分，這部電影的加權平均分為39分（滿分為100分），顯示「評論普遍不佳」。影院評分調查的觀眾給這部電影的平均評分是「C−」（從A+到F）。
彼得·德布魯屈（Peter Debruge）在《綜藝》雜誌上對這部電影給出了褒貶不一的評價，他寫道：「這一切都是一種笨拙而有趣的逃避現實，雖然不像夏季末的那些冷片一樣糟糕，但與其他傳奇電影相比就顯得微不足道了。」，德布魯屈也稱結局「難以言語的老套」。
凱爾·安德森（Kyle Anderson）在《娛樂周刊》的評論中寫道：「《忐忑》有如真正的恐懼，一開始，團隊在街道下方數百米處感到迷失方向，這個賭注非常真實，但一旦洞穴變得惡毒，這部電影就變得徹頭徹尾的愚蠢。」。布魯斯·德美拉 (Bruce Demara) 在《多倫多星報》中寫道，「《忐忑》有一些不錯的恐怖橋段和不錯的演員陣容。但這又是一部尋獲佚失影片，因此抖動的鏡頭（攝影機）可能會引起噁心。」彼得·布萊德肖 (Peter Bradshaw) 在《衛報》中表示「有一些有趣的幽閉恐懼症和超現實的瘋狂時刻，但這個陳腔濫調、略顯老舊的劇本既不讓人感到害怕，也不讓人感到高興。」

### 票房
首映週末票房收入830萬美元，排名第三。本片在北美的票房收入為2130萬美元，在其他地區的票房收入為2060萬美元，總票房為4190萬美元。

## 外部連結
- 互联网电影数据库（IMDb）上《忐忑》的资料（英文）
- Box Office Mojo上《忐忑》的資料（英文）
- 爛番茄上《忐忑》的資料（英文）
- Metacritic上《忐忑》的資料（英文）
- 開眼電影網上《忐忑》的資料（繁體中文）